# 마리오 삼피리시
마리오 삼피리시(이탈리아어: Mario Sampirisi, 1992년 10월 31일 ~ )는 이탈리아의 축구 선수이다. 현재 이탈리아의 몬차에서 활약하고 있다.

## 클럽 경력
2011년 여름에 그는 제노아에 입단했다. 그는 펠레와 선수 교환을 통해 이적하였다. 삼피리시는 1백만 유로의 가치를 평가받았고 펠레는 950만 유로의 가치 평가를 받았다. 삼피리시는 2012년 1월 22일 팔레르모를 상대로 한 경기에서 유라이 쿠츠카의 교체 선수로 45분간을 뛰며 그의 리그 첫 데뷔전을 치렀다.

## 국가대표팀 경력
삼피리시는 이탈리아 U-20에서 뛰었다.